# 若生英雅
若生 英雅（わこう ひでまさ、1956年4月21日 - ）は、日本の実業家、情報技術者。ビー・ユー・ジー創業者・元代表取締役社長。

## 人物・来歴
北海道大学工学部電子工学科在学中に、青木由直ら電子工学科関係者を中心に結成された北海道マイクロコンピュータ研究会に参加し、同級生の村田利文、服部裕之、木村真とマイクロコンピュータを使ったアルバイトを始め、1977年にB.U.Gを創業。北海道大学大学院修士課程在学中の1980年にビー・ユー・ジーを設立。JR札幌駅前にIT企業が集積したサッポロバレーの企業群の先駆けとなった。ビー・ユー・ジー常務取締役などを経て、1997年から服部裕之の後任としてビー・ユー・ジー代表取締役社長を務め、人材研修体制の強化などを進めた。1998年東京ニュービジネス協議会ニュービジネス大賞優秀賞受賞。2001年売上減少の責任をとり退任し、子会社のフィクスを独立させ、同社の代表取締役社長に就任。技術者としての専門はハードウェアの設計・開発。